# Cima Undici
La Cima Undici (Elferkofel o Elfer in tedesco) è una montagna delle Dolomiti orientali (Dolomiti di Sesto), alta 3.092 m s.l.m.. Assieme ad altre cime dolomitiche del gruppo, va a costituire la Meridiana di Sesto.

## Descrizione
Come tutte le vette delle Dolomiti di Sesto la sua struttura è complessa ed articolata. La Cima Undici è composta da un'unica catena di torri orientata da nord-ovest sul confine con la val fiscalina, a sud-est, nel comune di Comelico Superiore: si salda a sud con la Cresta Zsigmondy e quindi al Monte Popera ed a nord-est con la Croda Rossa tramite il Passo della Sentinella. È composta da circa 33 elevazioni e culmina con due punte principali: la sud, la più alta, di 3.092 m e la nord, di 3.068 m.

## Storia
Le vicende della cima Undici riguardano sia l'alpinismo che la Grande Guerra, essendo stata uno dei capisaldi del fronte del Comelico.
La prima ascensione fu compiuta dalla guida M. Innerkofler nel 1878 dal versante sud-ovest e successivamente fu salita dalla Busa di Fuori (tuttora via comune) da Emil ed Otto Zsigmondy con Ludwig Purtscheller nel 1882. Altre due ascensioni furono quelle da est di Schuster, V. Innerkofler e J. Hausberger nel 1891 e la variante ampezzana alla via Innerkofler del 1899 di E., A. e N. Kirshten con le guide A. Verzi, A. Dimai e G. Siorpaes.
Successivamente scoppiò la prima guerra mondiale e l'occupazione della cima Undici avvenne tra gennaio e aprile del 1916 ad opera degli Alpini della 75ª e poi 68ª compagnia del battaglione Cadore, oltre a 10 uomini del Fenestrelle, guidati dal capitano Sala. L'avanzata fu guidata dalla medaglia d'oro Lunelli-Da Basso fino all'omonima forcella (la cresta Zsigmondy fu occupata già nel 1915 dagli Alpini del tenente da Zolt) immediatamente ad est della Punta Nord. Furono quindi costruite passerelle e collegamenti telefonici attraverso tutte le forcelle a partire dalla cresta Zsigmondy. Il 16 aprile 1916 gli Alpini lanciarono l'attacco verso il passo della Sentinella con un'azione combinata dalle Forcelle Da Col e Dal Canton a nord della cima Nord (cap. Sala), dal Pianoro del Dito (immediatamente sotto la Croda Rossa ed occupato il giorno precedente dall'aspirante Lunelli e dal tenente Leida) e dall'alto Vallon Popera (colonnello Gazagne). 
Gli Alpini scesero attraverso il canalone nevoso incombente sul passo (la "Calata dei Mascabroni"), esposti al tiro austriaco proveniente dalla Croda Rossa e conquistarono il valico. Il 16 giugno 1916 gli Alpini rinnovarono l'assalto verso la Croda Rossa ma furono respinti dai soldati imperiali. Poi le posizioni rimasero pressoché immutate fino al novembre 1917, quando avvenne la rotta di Caporetto. La linea italiana passava per il rifugio Comici-Zsigmondy, la Punta Nord di cima Undici, la cresta nord fino alla forcella del Dito (la più settentrionale), il passo della Sentinella e saliva alla Croda Rossa. La linea austriaca teneva invece la cima e le alture principali della Croda Rossa, forcella Undici e la testata della Val Fiscalina.
Dopo la prima guerra mondiale poche furono le ascensioni nuove al gruppo della cima Undici e da ricordare sono quelle di G. del Vecchio e P. Zaccaria nel 1948 per la parete est alla Punta Nord, la diretta ovest di Happacher e compagni del 1953, le vie alla torre Undici di Hans Steger (con Paula Wiesinger nel 1931) e di George Livanos (con Genevieve "Sonia", P. Foray e J. M. Bourgeois nel 1970), la via Crepaz-del Vecchio alla cima di forcella Undici del 1967.

## Ascensioni
Cima Undici è visitata soprattutto per interesse storico che alpinistico, soprattutto tramite la via normale che sale il versante sud-ovest per cenge e canaloni passando per la grande cengia dove è stato eretto nel 1967 il bivacco "Ai Mascabroni", poco sotto la cima. È un'ascensione impegnativa e faticosa, di circa 900 m (dal Rif. Zsigmondy Comici o Carducci), con un tratto in parete di II grado e una delicata traversata che da Cresta Zsigmondy porta a Forcella Zsigmondy.

## Punti d'appoggio
- Rifugio Carducci, 2.297 m
- Rifugio Zsigmondy-Comici, 2.224 m
- Rifugio Pian di Cengia, 2.528 m
- Rifugio Lavaredo, 2.344 m
- Rifugio Auronzo, 2.320 m

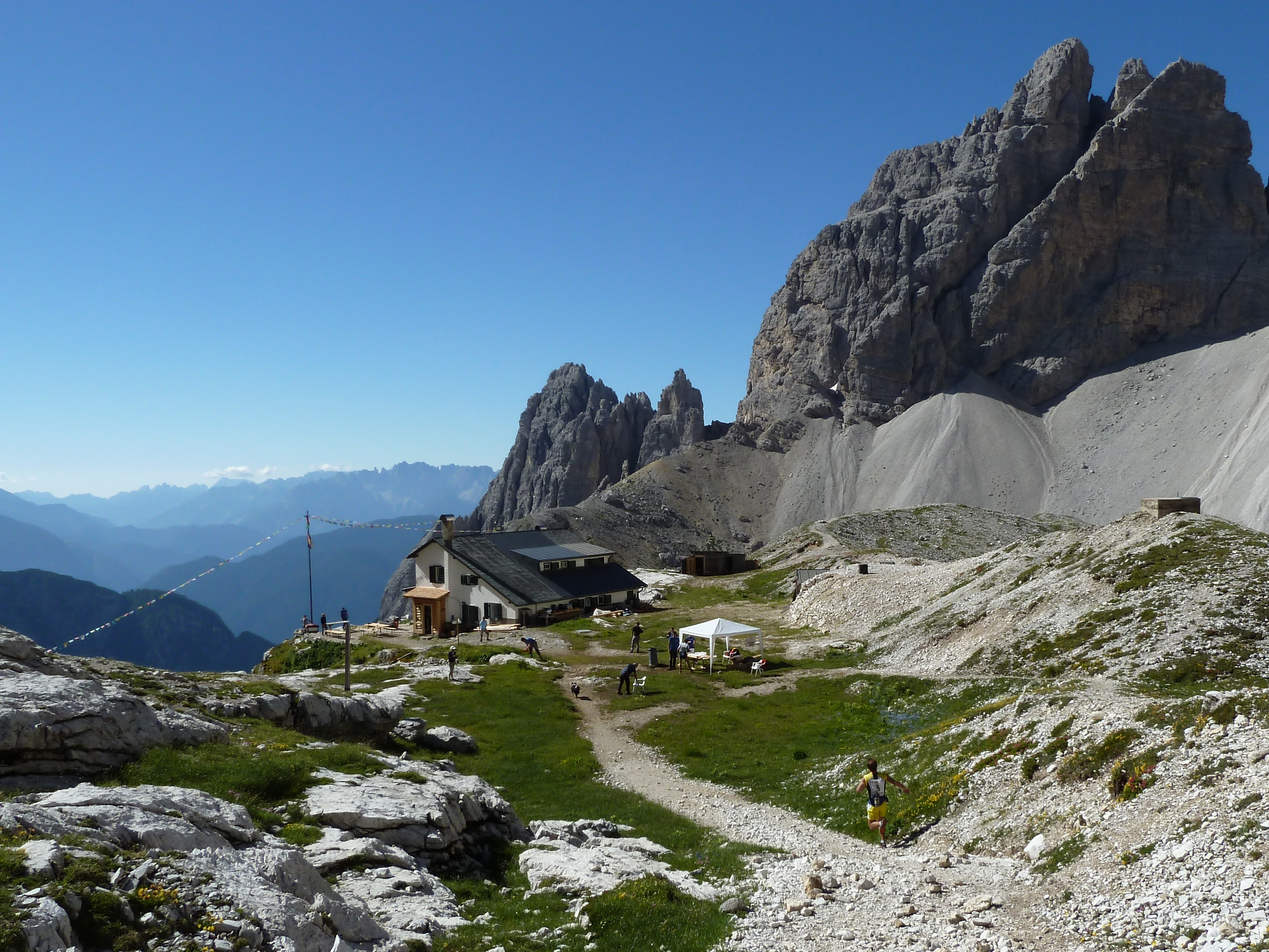
Rifugio Carducci

- Rifugio Antonio Locatelli - Sepp Innerkofler, 2.438 m
- Rifugio Antonio Berti, 1.950 m